# Ministr financí Izraele
Ministr financí Izraele (hebrejsky שר האוצר‎, sar ha-ocar; arabsky وزير المالية‎) je člen izraelské vlády, který stojí v čele ministerstva financí.
Ministerstvo pod ministrovým vedením dozírá na státní rozpočet, daně, národní dluh, celní úřady a úzce spolupracuje se všemi ministerstvy v otázce rozpočtů. Dohlíží rovněž na všechny záležitosti týkající se kapitálových trhů. Reguluje Telavivskou burzu cenných papírů a korporace působící v Izraeli.
| #   | jméno              | strana                | vláda                           | funkční období                       |
| --- | ------------------ | --------------------- | ------------------------------- | ------------------------------------ |
| 1.  | Eli'ezer Kaplan    | Mapaj                 | prozatímní, 1., 2., 3.          | 14. května 1948 – 25. června 1952    |
| 2.  | Levi Eškol         | Mapaj                 | 3., 4., 5., 6., 7., 8., 9., 10. | 25. června 1952 – 26. června 1963    |
| 3.  | Pinchas Sapir      | Mapaj, Ma'arach       | 11., 12., 13.                   | 26. června 1963 – 5. srpna 1968      |
| 4.  | Ze'ev Šerf         | Ma'arach              | 13., 14.                        | 5. srpna 1968 – 15. prosince 1969    |
| 5.  | Pinchas Sapir      | Ma'arach              | 15., 16.                        | 15. prosince 1969 – 3. června 1974   |
| 6.  | Jehošua Rabinovic  | Ma'arach              | 17.                             | 3. června 1974 – 20. června 1977     |
| 7.  | Simcha Erlich      | Likud                 | 18.                             | 20. června 1977 – 7. listopadu 1979  |
| 8.  | Jig'al Hurvic      | Likud                 | 18.                             | 7. listopadu 1979 – 13. ledna 1981   |
| 9.  | Joram Aridor       | Likud                 | 18., 19., 20.                   | 21. ledna 1981 – 15. října 1983      |
| 10. | Jig'al Kohen-Orgad | Likud                 | 20.                             | 18. října 1983 – 13. září 1984       |
| 11. | Jicchak Moda'i     | Likud                 | 21.                             | 13. září 1984 – 16. dubna 1986       |
| 12. | Moše Nisim         | Likud                 | 21., 22.                        | 16. dubna 1986 – 22. prosince 1988   |
| 13. | Šimon Peres        | Ma'arach              | 23.                             | 22. prosince 1988 – 15. března 1990  |
| 14. | Jicchak Šamir      | Likud                 | 23.                             | 15. března 1990 – 11. června 1990    |
| 15. | Jicchak Moda'i     | Nová liberální strana | 24.                             | 11. června 1990 – 13. července 1992  |
| 16. | Avraham Šochat     | Strana práce          | 25., 26.                        | 13. července 1992 – 18. června 1996  |
| 17. | Dan Meridor        | Likud                 | 27.                             | 18. června 1996 – 20. června 1997    |
| 18. | Benjamin Netanjahu | Likud                 | 27.                             | 20. června 1997 – 9. července 1997   |
| 19. | Ja'akov Ne'eman    | nestraník             | 27.                             | 9. července 1997 – 18. prosince 1998 |
| 20. | Benjamin Netanjahu | Likud                 | 27.                             | 18. prosince 1998 – 23. února 1999   |
| 21. | Me'ir Šitrit       | Likud                 | 27.                             | 23. února 1998 – 6. července 1999    |
| 22. | Avraham Šochat     | Strana práce          | 28.                             | 6. července 1999 – 7. března 2001    |
| 23. | Silvan Šalom       | Likud                 | 29.                             | 7. března 2001 – 28. února 2003      |
| 24. | Benjamin Netanjahu | Likud                 | 30.                             | 28. února 2003 – 9. srpna 2005       |
| 25. | Ehud Olmert        | Likud, Kadima         | 30.                             | 9. srpna 2005 – 4. května 2006       |
| 26. | Avraham Hirschson  | Kadima                | 31.                             | 4. května 2006 – 22. dubna 2007      |
| 27. | Ehud Olmert        | Kadima                | 31.                             | 22. dubna 2007 – 4. července 2007    |
| 28. | Roni Bar-On        | Kadima                | 31.                             | 4. července 2007 – 31. března 2009   |
| 29. | Juval Steinitz     | Likud                 | 32.                             | 31. března 2009 – 18. března 2013    |
| 30. | Ja'ir Lapid        | Ješ atid              | 33.                             | 18. března 2013 – 4. prosince 2014   |
| 31. | Moše Kachlon       | Kulanu, Likud         | 34.                             | 14. května 2015 – 17. května 2020    |
| 32. | Jisra'el Kac       | Likud                 | 35.                             | 17. května 2020 – 13. června 2021    |
| 33. | Avigdor Lieberman  | Jisra'el bejtenu      | 36.                             | 13. června 2021 – 29. prosince 2022  |
| 34. | Becal'el Smotrič   | Tkuma                 | 37.                             | 29. prosince 2022 –                  |

| jméno            | strana   | vláda         | funkční období                       |
| ---------------- | -------- | ------------- | ------------------------------------ |
| Jicchak Koren    | Mapaj    | 10.           | 30. května 1962 – 26. června 1963    |
| Cvi Dinstein     | Ma'arach | 13., 14., 15. | 24. červenec 1967 – 10. března 1974  |
| Jechezkel Flomin | Likud    | 18.           | 28. června 1977 – 30. července 1979  |
| Chajim Kaufman   | Likud    | 19., 20.      | 28. srpna 1981 – 13. září 1984       |
| Adi'el Amora'i   | Ma'arach | 21., 22.      | 24. září 1984 – 22. prosince 1988    |
| Josi Bejlin      | Ma'arach | 23.           | 26. prosince 1988 – 11. června 1990  |
| Josef Azran      | Šas      | 24.           | 2. července 1990 – 13. července 1992 |
| Refa'el Pinchasi | Šas      | 25.           | 4. srpna 1992 – 31. prosince 1992    |
| David Magen      | Likud    | 27.           | 18. června 1996 – 20. května 1997    |
| Nisim Dahan      | Šas      | 28.           | 5. srpna 1999 – 11. července 2000    |
| Jicchak Kohen    | Šas      | 29.           | 2. května 2001 – 28. února 2003      |
| Me'ir Šitrit     | Likud    | 30.           | 28. února 2003 – 5. července 2004    |
| Jicchak Kohen    | Šas      | 32.           | 1. duben 2009 – 18. března 2013      |
| Mickey Levy      | Ješ atid | 33.           | 18. března 2013 – 4. prosince 2014   |
| Mickey Levy      | Šas      | 34., 35.      | od 19. května 2015                   |